# X Games Norvegia 2018
Gli X Games Norvegia 2018 sono stati la settima edizione della manifestazione organizzata dalla ESPN, si sono svolti dal 18 al maggio 2018 a Fornebu.

## Risultati

### Snowboard
| Evento | Evento  | Oro           | Argento          | Bronzo         |
| Uomini | Big Air | Takeru Ōtsuka | Marcus Kleveland | Chris Corning  |
| Donne  | Big Air | Kokomo Murase | Julia Marino     | Enni Rukajärvi |

### Freestyle
| Evento | Evento  | Oro                   | Argento        | Bronzo                     |
| Uomini | Big Air | Birk Ruud             | Henrik Harlaut | Øystein Bråten             |
| Donne  | Big Air | Jennie-Lee Burmansson | Giulia Tanno   | Tiril Sjåstad Christiansen |

### Skateboard
| Evento | Evento | Oro            | Argento      | Bronzo         |
| Uomini | Street | Kelvin Hoefler | Jagger Eaton | Felipe Gustavo |
| Donne  | Street | Letícia Bufoni | Lacey Baker  | Pâmela Rosa    |

## Medagliere
| Pos.   | Paese       | Oro | Argento | Bronzo | Totale |
| ------ | ----------- | --- | ------- | ------ | ------ |
| 1      | Brasile     | 2   | 0       | 2      | 4      |
| 2      | Giappone    | 2   | 0       | 0      | 2      |
| 3      | Norvegia    | 1   | 1       | 2      | 4      |
| 4      | Svezia      | 1   | 1       | 0      | 2      |
| 5      | Stati Uniti | 0   | 3       | 1      | 4      |
| 6      | Svizzera    | 0   | 1       | 0      | 1      |
| 7      | Finlandia   | 0   | 0       | 1      | 1      |
| Totale | Totale      | 6   | 6       | 6      | 18     |